# Lars Grael
Lars Schmidt Grael (São Paulo, 9 de febrero de 1964) es un regatista brasileño.
Descendiente de una familia danesa, es hijo de Ingrid Schmidt, hermano de Torben Grael, y sobrino de Axel Schmidt y Erik Schmidt.
Se formó en la clase Snipe, con su hermano Torben, con quien ganó el campeonato del mundo absoluto en 1983. Su otro campeonato del mundo lo consiguió en 2015, en el Mundial de Star.
Lars ha sido 10 veces campeón de Brasil y 5 veces de América del Sur de la clase Tornado.

## Juegos olímpicos
Ha participado en cuatro Juegos olímpicos, siempre en la clase Tornado:
- Los Ángeles 1984. Séptimo.
- Seúl 1988. Medalla de bronce.
- Barcelona 1992. Octavo.
- Atlanta 1996. Medalla de bronce.